# أمستل (نهر)
أمستل نهر من انهار هولندا، وهو النهر الذي تقع على ضفافه العاصمة أمستردام

## معرض صور

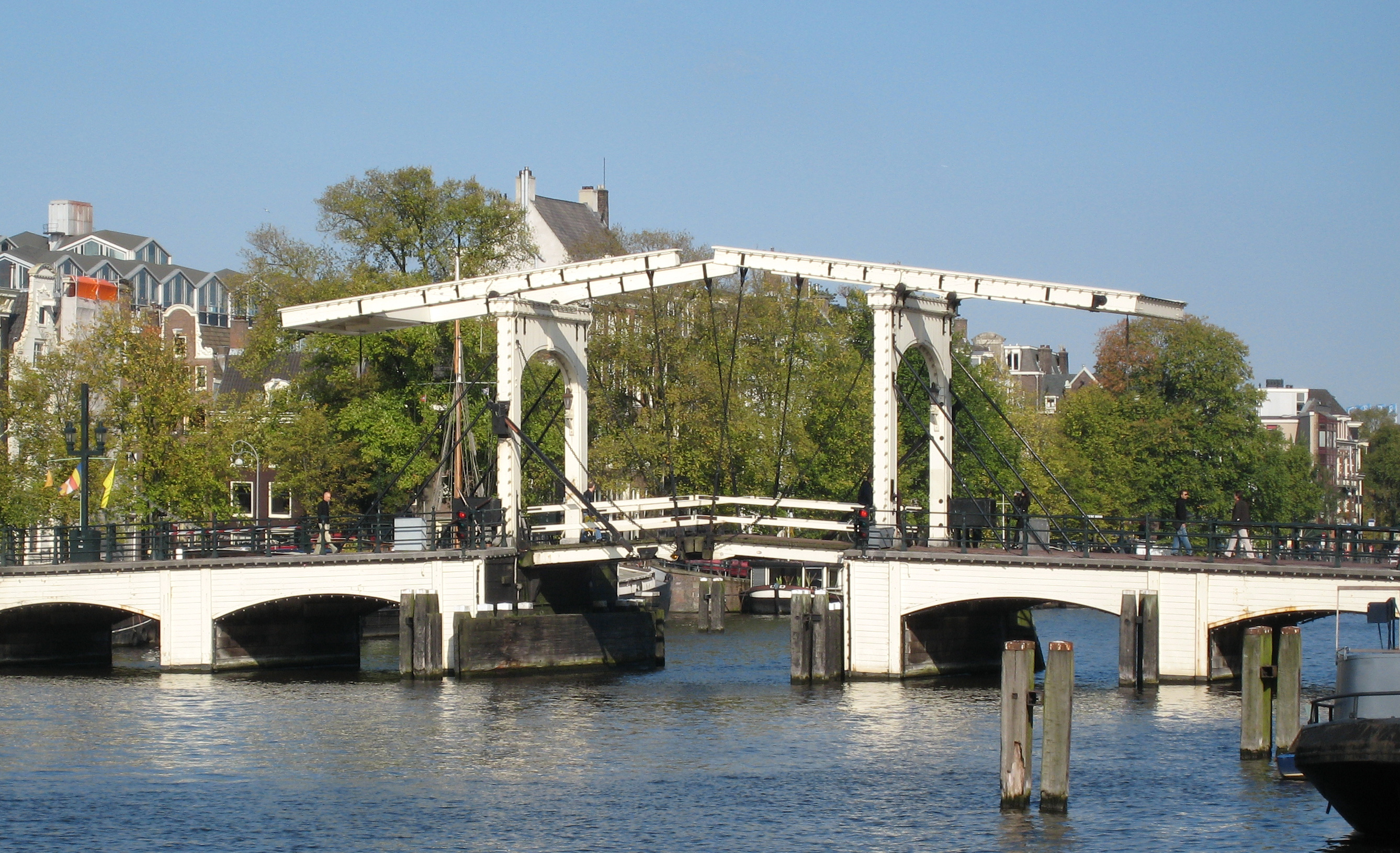
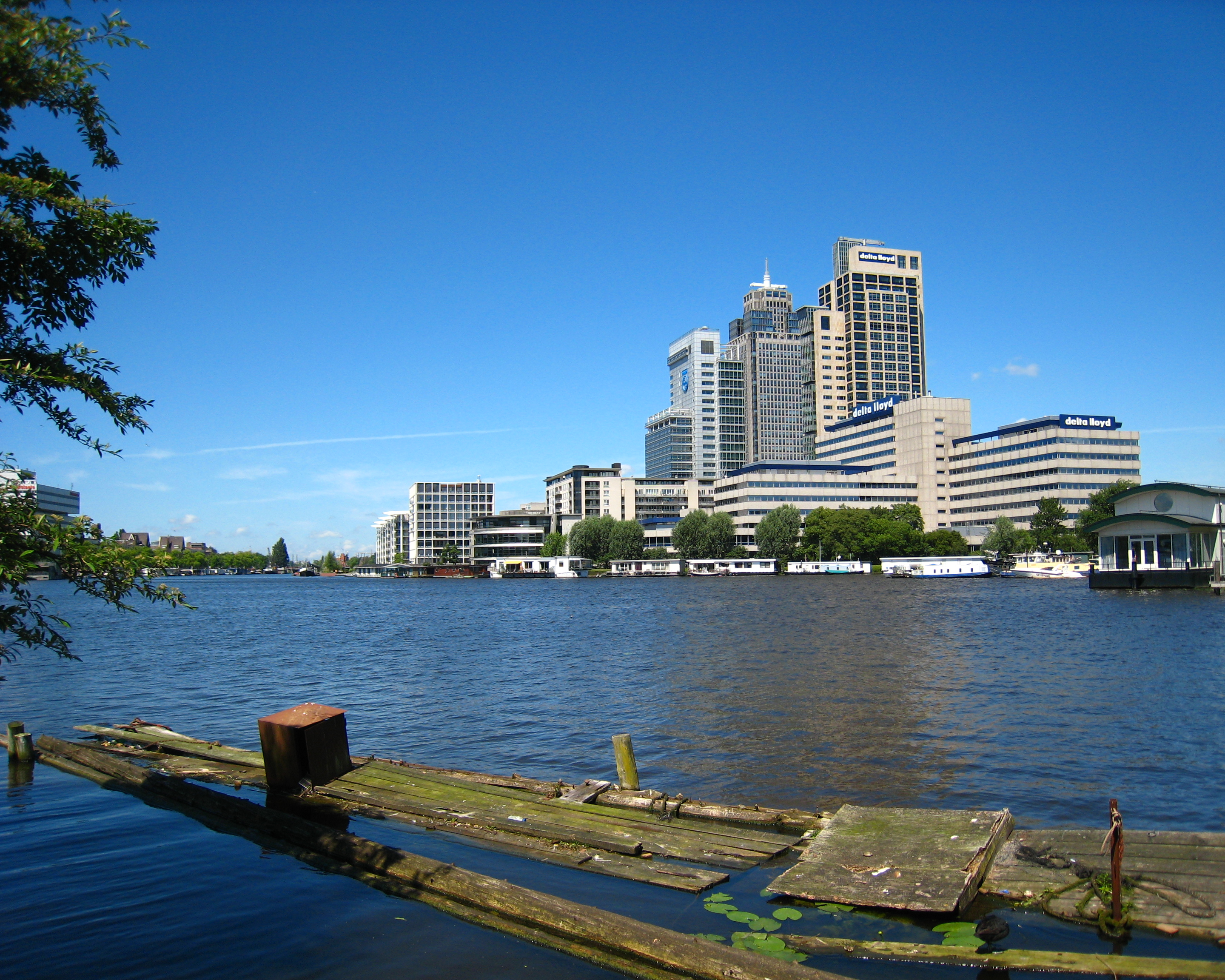
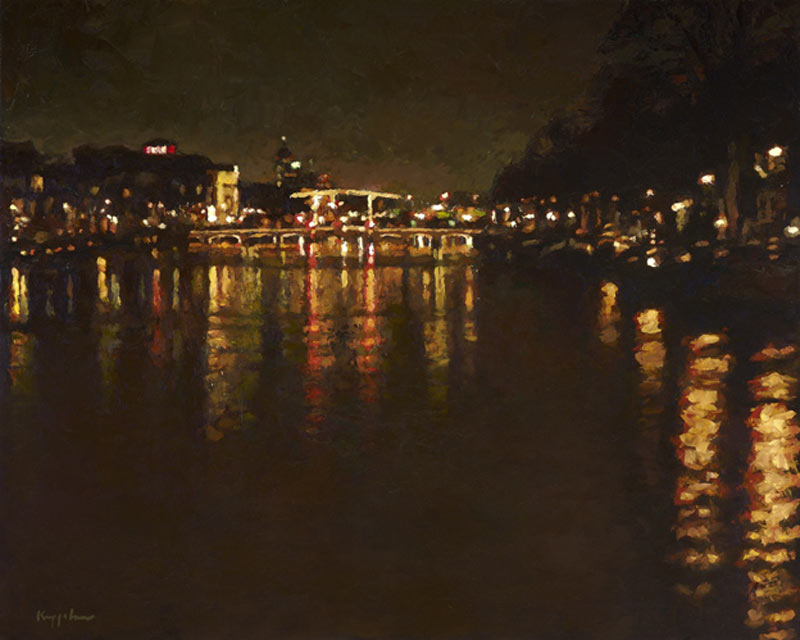
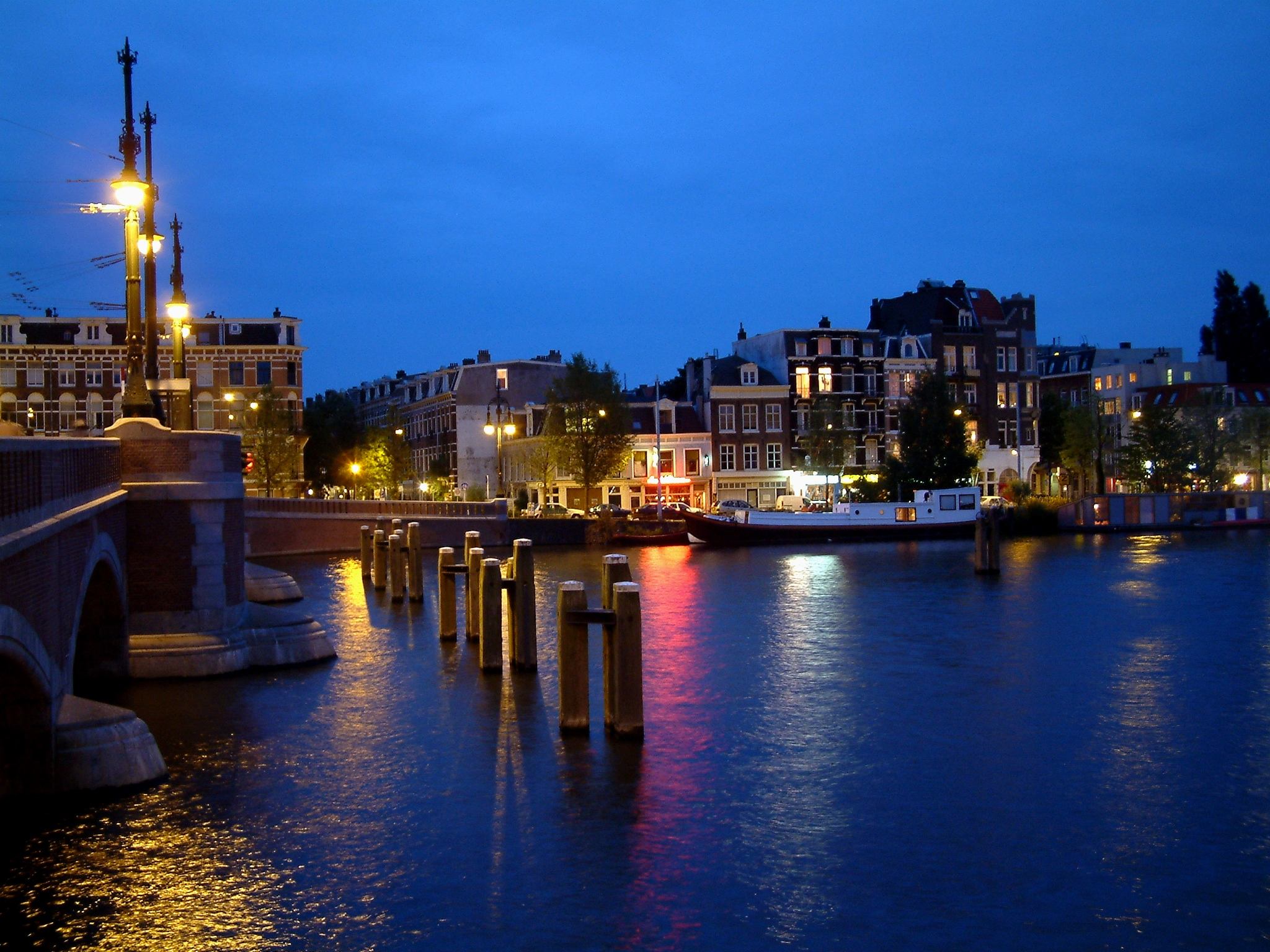
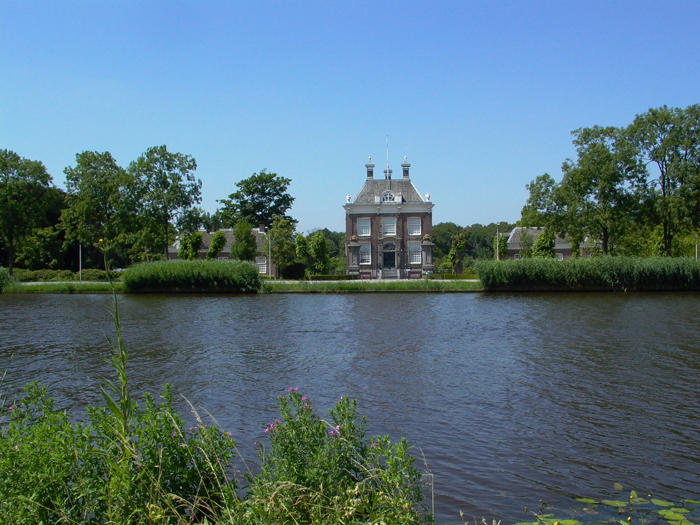